# 민살풀이춤
민살풀이춤은 전북특별자치도 군산시의 수건 없이 추는 살풀이춤이다. 2011년 2월 22일 군산시의 향토문화유산 제19호로 지정되었다.

## 개요
민살풀이춤은 전북 지역의 수건 없이 추는 살풀이춤으로, 예기(藝妓)들을 통해 전승됐다.
1929년 전북 군산에서 태어난 고인은 12세에 군산 소화권번에 들어갔다. '승무' '검무' 등을 두루 배우다가 '살풀이춤'에 특히 두각을 나타내 이름을 알렸다. 일제강점기 활동을 중단했다가 8·15 광복 후에 활동을 시작했다.
1955년 자신의 직업을 두고 아들이 친구들에게 놀림을 받은 일 때문에 다시 춤을 접었다가 1983년 국립극장 명무전 무대로 복귀했다. 이후 프랑스, 일본 등 해외 초청공연을 통해 세계에 민살풀이춤의 아름다움을 알렸다. 민족의 춤 명인전(1990년), 전무후무 프랑스 초청공연(2006년), 작별의 춤 해어화(2013년) 등의 무대에 올랐다. 2018년에는 한 시대를 풍미했으나 편견 속에 스러져간 여성 예술가들을 담은 다큐멘터리 '기생: 꽃의 고백'에 출연했다. 영화에서 당시 치매를 앓던 그는 음악이 시작되자 찰진 춤가락을 선보여 화제를 모았다.
국내 유일의 '민살풀이춤' 대가 장금도 명인(사진)이 2019년 1월 9일 노환으로 숨졌다.

## 지정 사유
개인의 삶과 애환을 넘어 역사의 질곡을 담아내는 시대의 몸짓이며 혼이 담긴 예술성이 높은 춤이다.
장금도 선생은 현존하는 만살풀이춤(전라도지역의 전통 살풀이춤)의 유일한 계승자이므로 보유자로서 지정될 가치가 있는 것으로 판단된다.

## 같이 보기
- 살풀이춤